# Episodi de La spada della verità (prima stagione)
La prima stagione della serie televisiva La spada della verità è stata trasmessa negli Stati Uniti in Syndication dal 1º novembre 2008 al 23 maggio 2009.
In Italia, è stata trasmessa in prima visione sul canale satellitare Sky Uno dall'8 dicembre 2009 al 16 febbraio 2010. In chiaro è stata inoltre trasmessa su Rai 2 dal 5 luglio al 24 agosto 2011.
| nº | Titolo originale | Titolo italiano     | Prima TV USA     | Prima TV Italia  |
| -- | ---------------- | ------------------- | ---------------- | ---------------- |
| 1  | Prophecy         | La profezia         | 1º novembre 2008 | 8 dicembre 2009  |
| 2  | Destiny          | Il destino          | 1º novembre 2008 | 8 dicembre 2009  |
| 3  | Bounty           | La taglia           | 8 novembre 2008  | 15 dicembre 2009 |
| 4  | Brennidon        | Brennidon           | 15 novembre 2008 | 22 dicembre 2009 |
| 5  | Listener         | L'ascoltatore       | 22 novembre 2008 | 22 dicembre 2009 |
| 6  | Elixir           | L'elisir            | 29 novembre 2008 | 15 dicembre 2009 |
| 7  | Identity         | L'identità          | 6 dicembre 2008  | 29 dicembre 2009 |
| 8  | Denna            | Denna               | 10 gennaio 2009  | 29 dicembre 2009 |
| 9  | Puppeteer        | Il marionettista    | 17 gennaio 2009  | 5 gennaio 2010   |
| 10 | Sacrifice        | Il sacrificio       | 24 gennaio 2009  | 12 gennaio 2010  |
| 11 | Confession       | La confessione      | 31 gennaio 2009  | 5 gennaio 2010   |
| 12 | Home             | A casa              | 21 febbraio 2009 | 19 gennaio 2010  |
| 13 | Revenant         | Spiriti inquieti    | 28 febbraio 2009 | 12 gennaio 2010  |
| 14 | Hartland         | Hartland            | 7 marzo 2009     | 19 gennaio 2010  |
| 15 | Conversion       | Il mastio di Edraan | 14 marzo 2009    | 26 gennaio 2010  |
| 16 | Bloodline        | Rivelazioni         | 21 marzo 2009    | 26 gennaio 2010  |
| 17 | Deception        | L'infiltrato        | 28 marzo 2009    | 2 febbraio 2010  |
| 18 | Mirror           | Lo specchio         | 25 aprile 2009   | 2 febbraio 2010  |
| 19 | Cursed           | La maledizione      | 2 maggio 2009    | 9 febbraio 2010  |
| 20 | Sanctuary        | La biblioteca       | 9 maggio 2009    | 9 febbraio 2010  |
| 21 | Fever            | L'epidemia          | 16 maggio 2009   | 16 febbraio 2010 |
| 22 | Reckoning        | La resa dei conti   | 23 maggio 2009   | 16 febbraio 2010 |

## La profezia
- Titolo originale: Prophecy
- Diretto da: Mark Beesley
- Scritto da: John Shiban, Kenneth Biller e Stephen Tolkin(sceneggiatura)

### Trama
Richard Cypher è una guida dei boschi che abita nei Territori dell'Ovest, separati dalle Terre Centrali tramite un confine magico. La sua vita cambia quando la Depositaria Kahlan Amnell e il mago Zeddicus Zu'l Zorander gli rivelano che lui è un Cercatore, un individuo che combatte per il bene e per la ricerca della verità, destinato a impugnare la Spada della Verità per sconfiggere il tiranno Darken Rahl, che domina da tempo le Terre Centrali. A causa di una profezia in cui era stato annunciato che nel villaggio di Brennidon sarebbe nato un vero Cercatore (per la prima volta dopo mille anni) che avrebbe ucciso Darken Rahl, egli aveva ordinato che tutti i primogeniti di Brennidon venissero uccisi.
Richard si salva perché Zedd lo porta via appena in tempo, raccogliendolo dalle braccia della madre appena nato, e lo porta al sicuro nei Territori dell'Ovest.
La vita di Richard è sconvolta dall'uccisione di suo padre a opera di un soldato D'Hariano al servizio di Rahl, mentre il fratello Michael lo reputa responsabile dell’accaduto trovandolo con le mani e la Spada della Verità macchiate di sangue, mentre la loro casa va a fuoco.
Per questo egli accetta il titolo di Cercatore e di portare con sé la Spada della Verità, un'arma magica che gli dà la forza per sconfiggere il malvagio tiranno di D’Hara e il Male generale.

## Il destino
- Titolo originale: Destiny
- Diretto da: Mark Beesley
- Scritto da: Kenneth Biller e Barry M. Schkolnick

### Trama
Richard, Kahlan e Zedd tentano di recuperare il Libro delle Ombre Importanti, che Ransynn Fane, capitano D'Hariano e assassino di George Cypher, è riuscito a sottrarre al Cercatore.
Il libro infatti, scritto in un'antica lingua che solo il vero Cercatore è in grado di leggere, contiene gli antichi segreti del potere, e quindi Richard deve impedire a Rahl di entrarne in possesso; alla fine, egli riesce a uccidere Fane vendicando il suo padre adottivo, ma un'armata D'Hariana, per ordine di Rahl, apre un varco nel confine, e per impedire che il Libro cada nelle loro mani Richard è costretto a bruciarlo.
Infine, quando Richard usa la sua spada magica per uccidere tutti i membri del battaglione D'Hariano (dimostrando come nella profezia che il Cercatore è solo, ma ha la forza di un esercito), egli decide di attraversare la breccia nel confine magico insieme a Kahlan e a Zedd per andare a caccia di Darken Rahl e per realizzare la profezia.

## La taglia
- Titolo originale: Bounty
- Diretto da: Jesse Warn
- Scritto da: Chad Fiveash e James Patrick Stoteraux

### Trama
Nelle Terre Centrali Darken Rahl mette una taglia su Richard. Un cartografo riesce a creare alcune mappe magiche in grado di individuare sempre la posizione del Cercatore e alcuni cacciatori di taglie senza scrupoli ne approfittano. Richard intanto decide di aiutare una donna a salvare il fratello che si trova prigioniero dei D'Hariani per avere rubato del cibo.
Con questo atto coraggioso Richard comincerà a guadagnarsi il favore del popolo che viene a sapere del ritorno del Cercatore e che egli si batte per loro. Ma non sa che la donna che ha aiutato è la cacciatrice di taglie.

## Brennidon
- Titolo originale: Brennidon
- Diretto da: Jonathan Brough
- Scritto da: Erin Maher e Kay Reindl

### Trama
Richard, isolato da Kahlan e Zedd, passa dalla città di Brennidon, dove è nato, in cerca della sua vera famiglia.
Dopo lo sterminio dei bambini primogeniti, operato dai D'Hariani ventitré anni prima al fine di uccidere il neonato Cercatore, la popolazione di Brennidon è totalmente sottomessa a Darken Rahl. Richard incontra una donna che dice di essere sua madre e tenta di aiutare gli abitanti del villaggio liberandoli dai D'Hariani e dicendo loro che essi hanno il diritto di vivere la loro vita da gente libera e non sottomessa a causa della paura di rappresaglie di Darken Rahl.

## L'ascoltatore
- Titolo originale: Listener
- Diretto da: Mark Beesley
- Scritto da: Stephen Tolkin

### Trama
Richard, Kahlan e Zedd scoprono che i D'Hariani hanno "comprato" un bambino con le capacità di ascoltatore, in grado, cioè, di leggere nella mente di chiunque. Mentre Zedd si infiltra fra i D'Hariani per scoprire la posizione di Darken Rahl, Richard e Kahlan, liberato l'ascoltatore, se ne devono prendere cura e infine lo affidano a un gruppo di Sorelle della Luce, incantatrici che si assumono il compito di aiutare giovani maghi o bambini con capacità magiche ad accettare se stessi e a usare meglio il proprio dono.

## L'elisir
- Titolo originale: Elixir
- Diretto da: Charlie Haskell
- Scritto da: Michael Sussman

### Trama
Richard, Kahlan e Zedd trovano un villaggio in cui la popolazione è diventata "dipendente" da alcuni elisir magici. Zedd nel tentativo di scoprire cosa succede viene catturato dal mago che sta producendo gli elisir e sfruttando la popolazione al fine di creare un esercito per opporsi a Darken Rahl. Anche Richard, nel frattempo, per ritrovare Zedd beve una potente pozione, pensando a sua volta che la magia sia la miglior risposta a tutti i problemi: un pensiero che ha rovinato la vita di molti membri di quel villaggio.

## L'identità
- Titolo originale: Identity
- Diretto da: Garth Maxwell
- Scritto da: Chad Fiveash e James Patrick Stoteraux

### Trama
Previsto tramite una visione che Richard sarà ucciso da Demmin Nass, generale D'Hariano e braccio destro di Rahl, la strega Shota tenta di salvare il Cercatore (che per lei rappresenta l'unica via di salvezza dalla sottomissione a Rahl, dato che la profezia lo dà come vincitore) scambiandolo d'aspetto con un giovane in procinto di sposarsi. Richard, non riconosciuto dai suoi amici, tenterà di salvare la vita del giovane che Shota vuole sacrificare e scoprire che cosa stanno cercando i D'Hariani nella città di Khelabra.
Alla fine, quando Richard riassume le proprie sembianze, lui e i suoi amici scoprono con orrore che, sotto le rovine dell'antica città, si trovava un potentissimo oggetto magico chiamato Scrigno dell'Orden, che faceva parte di una serie di tre scrigni; la magia dell'Orden è la più potente al mondo, e chi riesce a riunire i tre scrigni avrà il dominio su ogni essere vivente.

## Denna
- Titolo originale: Denna
- Diretto da: Michael Hurst
- Scritto da: Kenneth Biller e Michael Sussman

### Trama
Darken Rahl decide di volere Richard vivo per assoggettarlo pubblicamente, per questo incarica la pericolosissima Mord'Sith (un ordine di donne addestrate a sopportare ogni sorta di dolore per poter così infliggerne a chiunque sia un avversario di Darken Rahl, tramite un'arma magica chiamata Agiel che infligge un tremendo dolore a chi vi è sottoposto) Denna di catturarlo e "addestrarlo" usando l'Agiel; una volta sottomesso, infatti, il Cercatore diventerà un burattino nelle mani di Denna e quindi di Rahl, e non solo non sarà più una minaccia, ma per giunta si alleerà con Rahl, cosicché tutti coloro che lo vedevano come liberatore e che si erano ribellati al despota si arrendano. Mentre Richard viene torturato dalla sadica donna, che come tutte le altre Mord'Sith ha il potere dell'Alito di Vita, con il quale può riportare in vita chi è appena morto, Kahlan, Zedd e un'altra Depositaria studiano un piano per salvare il Cercatore con i confessati della Depositaria. Intanto, Denna gli rivela perché Kahlan, che Richard ama profondamente e dalla quale è ormai ricambiato, gli ha detto che tra loro nulla potrà mai accadere: ogni Depositaria, infatti, durante un atto amoroso-sessuale di qualsiasi genere rischia di perdere il controllo del proprio potere, e così facendo la persona amata verrebbe confessata diventando uno schiavo. Nonostante ciò, Richard è diviso tra Denna e Kahlan; quando quest’ultima fa irruzione e viene colpita dallo stesso Richard con l’Agiel, i D’Hariani uccidono l’altra Depositaria liberando il gruppo di contadini dal controllo, ma Richard riesce da solo a uccidere i soldati e Denna, dopo un breve combattimento con Kahlan, non riesce a contrastare la magia della Spada della Verità venendo trafitta da un soddisfatto Cercatore.
Richard parla con Kahlan dicendole che ha saputo tutto da Denna e sempre grazie a lei imparerà a “soffrire in silenzio” la messa in atto dei sentimenti repressi per l’amica Depositaria. Denna invece viene trovata esanime da altre Mord’Sith e una di esse la fa tornare in vita.

## Il marionettista
- Titolo originale: Puppeteer
- Diretto da: Mark Beesley
- Scritto da: Nicki Paluga

### Trama
Scoperto che il Terzo Scrigno dell'Orden si trova nel castello della perfida regina Milena, Zedd si improvvisa marionettista per infiltrarsi come intrattenitore al compleanno della figlia della sovrana; qui verrà aiutato dalla piccola serva della cattiva principessa, una bambina di nome Rachel. Richard e Kahlan intanto tendono una trappola a Darken Rahl, tramite il libro di viaggio di un soldato ucciso dai due, che si sta recando al castello di persona per ricevere il terzo Scrigno da Milena in cambio di un pagamento, ma non riescono a ucciderlo, perché il despota cambia strada mandando al suo posto un sosia per immolarlo a eventuali assassini. Fortunatamente, Zedd riesce a rubare lo Scrigno tramite una cuoca amica di Rachel e a farlo avere tramite quest’ultima a Richard e Kahlan, per poi raggiungerli e fuggire con lo Scrigno, con l'arduo compito di tenerlo d'ora in avanti lontano dalle mani dei D'Hariani e di Rahl. Intanto Darken Rahl infuriato per aver perso la possibilità di trovare il terzo scrigno, viene ingannato sempre da Zedd e, ritenendo che la regina Milena sia responsabile di tutto ciò, la uccide promettendo di mandare in seguito l’avida e cattivella principessa a lavorare da schiava in delle grotte.

## Il sacrificio
- Titolo originale: Sacrifice
- Diretto da: Michael Hurst
- Scritto da: Chad Fiveash e James Patrick Stoteraux

### Trama
Kahlan scopre che l'ordine delle Depositarie è stato quasi cancellato da Rahl; restano solo lei, tre consorelle più la Madre Depositaria in persona.
Scopre però anche che la sorella Deenee, dalla quale si era separata nella prima puntata lasciandola apparentemente in fin di vita, è ancora viva e incinta, e con Richard riesce a liberarla. Facendo finta di essere una Mord-Sith che porta Richard prigioniero, Kahlan confessa un soldato e porta la sorella via dai D'Hariani; ma la donna, nella notte, dà alla luce non una bambina, come tutti si aspettavano, ma un maschio, che secondo le Depositarie va ucciso subito. Infatti, Zedd spiega a Richard che è rara la nascita di Depositari maschi, ma che se ciò accade essi vanno uccisi, perché tutti loro da grandi impazziscono diventando tremendamente malvagi.
Rahl, infatti, prova a catturare il bambino mandando i suoi soldati a salvarlo, così come Richard non vuole permettere alle Depositarie di immolare un bimbo innocente.
Nella lotta che seguirà i soldati D'Hariani, tra cui il braccio destro di Rahl, Demmin Nass, periranno per mano di Zedd, che è stato confessato dalla Madre Depositaria in persona, per poter costringere Richard a ridarle il neonato con cui è fuggito; per salvare il bambino, ella viene uccisa e così Zedd viene liberato dalla confessione.
Kahlan viene nominata nuova Madre Depositaria, mentre la sorella fugge con il compagno e il figlio su un'isola nascosta, Valeria, ove spera di poter vivere in pace e di allevare il piccolo con amore, in modo che non diventi malvagio come era accaduto ad altri Depositari.

## La confessione
- Titolo originale: Confession
- Diretto da: Garth Maxwell
- Scritto da: Barry M. Schkolnick

### Trama
Kahlan e Richard raggiungono un paese dove è attiva la resistenza a Rahl, ma dove un membro di tale resistenza, tra l'altro amico della Depositaria, è stato assassinato; così si incaricano di scoprire l'assassino.
Kahlan individua rapidamente il colpevole ed è certa che lo sia perché l'ha confessato e questi ammette subito la propria colpevolezza, e quando una persona è confessata non può mentire alla Depositaria; ma, incredibilmente, dopo che l'uomo viene giustiziato si scopre che era innocente, perché al momento dell'omicidio era altrove.
Richard comprende che dietro tutta la vicenda c'è la magia e, infine, i due riescono a trovare il colpevole.
Zedd nel frattempo raggiunge l'anziano fratello per recuperare la chiave della cripta ove era sepolto l'ultimo vero Cercatore prima di Richard, cripta da sempre custodita dalla sua famiglia, nella quale intende nascondere lo Scrigno dell'Orden in loro possesso.

## A casa
- Titolo originale: Home
- Diretto da: Charlie Haskell
- Scritto da: Stephen Tolkin

### Trama
Approfittando di una particolare congiunzione astrale, Darken Rahl e il suo mago Giller imprigionano Richard in un sogno magico utilizzando un potente incantesimo chiamato "luna dormiente", facendogli credere che tutte le avventure vissute (compreso l'incontro con Kahlan e il fatto che Zedd sia un mago) nelle Terre Centrali siano state solo un sogno, al fine di estorcergli il nascondiglio dello Scrigno dell'Orden.
Fortunatamente Richard riuscirà a risvegliarsi e a recuperare lo scrigno, che aveva temporaneamente sepolto in una foresta perché in quella zona c'erano troppi D'Hariani per rischiare di portarlo con sé.

## Spiriti inquieti
- Titolo originale: Revenant
- Diretto da: Geoffrey Cawthorn
- Scritto da: Erin Maher e Kay Reindl

### Trama
Richard, Zedd e Kahlan raggiungono la cripta in cui è sepolto l'ultimo Cercatore, nella quale i tre vorrebbero nascondere lo Scrigno dell'Orden in loro possesso, perché Zedd possiede l'unica chiave. Una volta nella cripta, però, i protagonisti scoprono che gli spiriti dell'ultimo Cercatore, della sua Depositaria e del suo mago non hanno ancora trovato pace raggiungendo il mondo sotterraneo, e solo grazie a Zedd, dopo che gli spiriti dell'antico Cercatore e la sua Depositaria si erano impadroniti di Richard e Kahlan costringendoli quasi ad avere un amplesso, i tre spiriti passano finalmente nell'aldilà.

## Hartland
- Titolo originale: Hartland
- Diretto da: Mark Beesley
- Scritto da: Mike Sussman

### Trama
Richard e Kahlan incontrano Chase, grande amico di Richard, appena fuggito da un campo D'Hariano dove era tenuto prigioniero, e scoprono che Hartland, il villaggio dove è cresciuto il Cercatore, è caduto in mano ai D'Hariani.
Chase vuole tornarvi, nonostante sia ricercato, per proteggere la moglie e i figli, e Richard decide di accompagnarlo con Kahlan.
Giunti sul posto i tre scoprono che gli invasori sono venerati come protettori in quanto gli abitanti credono che i soldati li stiano proteggendo dai tremendi garg che hanno attraversato il confine, ma la verità è che rapiscono la gente per darla lentamente in pasto ai mostri che tengono legati poco lontano dal villaggio.
Michael, fratellastro di Richard, si convince ad aiutare il Cercatore (che aveva creduto colpevole dell'omicidio del padre) a scacciare i D'Hariani, ma infine viene ucciso.
Dopo aver liberato Hartland e aver saputo che la famiglia di Chase insieme a tante altre persone sono state deportate nelle Terre Centrali, in un luogo chiamato "Mastio di Edraan", i tre ripartono, mentre alle loro spalle il confine magico che separa le Terre Centrali dai Territori dell'Ovest viene richiuso per sempre.

## Il mastio di Edraan
- Titolo originale: Conversion
- Diretto da: Andrew Merrifield
- Scritto da: Chad Fiveash e James Patrick Stoteraux

### Trama
Richard e Kahlan accompagnano Chase al mastio di Edraan, dove è tenuta prigioniera tutta la sua famiglia. Una volta infiltratasi nel castello Kahlan scopre che Giller, il mago di Darken Rahl, sta usando le prigioniere come cavie umane nei suoi folli tentativi di creare una Depositaria per il suo signore, il quale si sta recando al Mastio per controllare il lavoro, fino ad allora fallimentare, del potente Giller. Rahl infatti, non avendo gli Scrigni dell'Orden, spera che Giller riesca a creare una Depositaria con gli strumenti magici che furono usati per creare la prima Depositaria e che poi, con gli stessi strumenti, Giller strappi i poteri alla donna e li passi a Rahl, che a quel punto li userebbe per rendere tutte le persone schiave. Giller inoltre ha creato una pozione e la beve, riuscendo a essere il primo uomo immune alla Confessione.

## Rivelazioni
- Titolo originale: Bloodline
- Diretto da: Garth Maxwell
- Scritto da: Nicki Paluga

### Trama
Rahl scopre dove Zedd ha nascosto il terzo Scrigno dell'Orden: l'ha reso invisibile posizionandolo al centro delle Pianure del Domani, circondandolo di più strati di magia letale che nessuno può oltrepassare.
Darken Rahl decide allora di dare a Denna, la Mord-Sith che aveva catturato Richard, ora prigioniera e torturata a causa del fatto di aver fallito nel proprio compito che consisteva nell'addestrare il Cercatore, l'ultima possibilità di redimersi dal fallimento e le ordina di impadronirsi del terzo Scrigno dell'Orden usando Jennsen, una ragazza ventenne (sorella di Richard) completamente priva del Dono, cioè immune a qualsiasi magia al mondo, ricattandola torturando e poi uccidendo sua madre Tarralyne.

## L'infiltrato
- Titolo originale: Deception
- Diretto da: Chris Martin-Jones
- Scritto da: Raf Green

### Trama
Richard e Kahlan scoprono che Rahl sta uccidendo la gente mediante delle armi chiamate "Sussurratori", che una volta scattate uccidono ogni essere vivente nel raggio di qualche chilometro con un urlo spaventoso e magico.
Decidono di distruggerle, sapendo che si trovano tutte in un accampamento D'Hariano.
Richard si presenta a esso al posto di un soldato confessato da Kahlan, visto che nessuno lì dentro conosceva ancora questo soldato, con l'intenzione di rubare una di quelle armi e di farsele consegnare, per usarla per annientare l'intera guarnigione.
Infine, presi tutti i Sussurratori, Kahlan e Richard li distruggono, nonostante la possibilità di usarli contro Rahl, perché erano troppo pericolosi.

## Lo specchio
- Titolo originale: Mirror
- Diretto da: Jonathan Brough
- Scritto da: Michael K. Sheeter (soggetto); Stephen Tolkin (sceneggiatura)

### Trama
Tramite uno specchio magico, una coppia di ladruncoli di mezz’età riesce ad assumere le sembianze di Richard e Kahlan e usa questo aspetto per derubare dei cittadini innocenti, approfittando del buon nome del Cercatore e della Depositaria. Quando la coppia vera raggiunge la zona, i due ladri decidono di usare questo potere per rubare la Spada della Verità. Fortunatamente, Richard riuscirà a recuperare la Spada e a riunirsi a Zedd, che nel frattempo ha portato Jennsen al sicuro tra amici della resistenza, tramite un inganno del mago che lascerà Gundor (possessore dello specchio) e la moglie Bianca, amici traditori dei ladruncoli, nelle mani di una Mord-Sith (venuta per portare Richard e Kahlan da Rahl) e di un soldato.

## La maledizione
- Titolo originale: Cursed
- Diretto da: Mark Beesley
- Scritto da: Chad Fiveash e James Patrick Stoteraux

### Trama
Il sovrano di uno dei regni liberi che si oppongono a Darken Rahl, quando vede che i D'Hariani stavano per invadere il suo regno, al culmine della disperazione stringe un patto con la strega Shota, chiedendole di dargli il potere di proteggere il suo regno.
Shota, interessata a sconfiggere Rahl perché non vuole essere dominata da lui, maledice il sovrano, in modo che egli ogni notte si trasformi in un ferocissimo mostro notturno assetato di sangue che così possa uccidere i D'Hariani.
Quando però i D'Hariani vengono sconfitti e respinti il re non riesce più a smettere di trasformarsi e continua a uccidere, incapace di fermarsi.
Shota si rifiuta di bloccare la maledizione, e a quel punto il re prova a suicidarsi ripetutamente, ma non ci riesce; così richiede l'aiuto del Cercatore, perché l'unica cosa in grado di uccidere il mostro che egli diventa è la Spada della Verità.
Alla fine Richard sarà costretto a esaudire la richiesta, e a quel punto la sovrana diventerà la figlia del re.
Ma nessuno sa che Shota non ha maledetto il re ma lo scettro reale, in modo che chi lo impugni sia maledetto e possa continuare a difendere il regno da un'invasione per l'eternità, facendo sì che anche la regina riesca a scacciare i D’Hariani.

## La biblioteca
- Titolo originale: Sanctuary
- Diretto da: Garth Maxwell
- Scritto da: Mike Sussman

### Trama
Scoperto che esiste una copia del Libro delle Ombre Importanti, Richard si reca alla biblioteca dove questo sarebbe custodito. Qui, per una serie di circostanze, Richard, Kahlan e Zedd sono divisi dai soldati D'Hariani, venuti con Rahl e le Mord-Sith, e la biblioteca stessa con loro finisce intrappolata all'interno di un dipinto magico.

## L'epidemia
- Titolo originale: Fever
- Diretto da: Jonathan Brough
- Scritto da: Nicki Paluga

### Trama
Scoperto dal Libro delle Ombre Importanti che per sconfiggere Darken Rahl dovrà utilizzare di nuovo il potere dell'Orden, Richard si mette alla ricerca della sorella, Jennsen, che custodisce i due Scrigni dell'Orden mancanti. Ma la ragazza sarà catturata da Darken Rahl che tenterà di irretirla mentre il Cercatore, Kahlan e Zedd devono vedersela con un morbo con cui il tiranno ha contagiato gli abitanti di alcuni villaggi. Toccherà a Zedd risolvere la situazione.

## La resa dei conti
- Titolo originale: Reckoning
- Diretto da: Michael Hurst
- Scritto da: Ken Biller e Stephen Tolkin

### Trama
Richard tenterà di usare la magia dell'Orden sotto l'effetto della confessione di Kahlan, ma Darken Rahl, resosi conto del pericolo, attaccherà con le sue più leali e fidate Mord'Sith. A causa dell’unione delle tre magie (Orden, Confessione e Agiel), Richard e la Mord'Sith Cara saranno trasportati quasi 60 anni dopo in un oscuro futuro dove D’Hara e le Terre Centrali, ormai desolate, sono controllate dal Lord Depositario Nicholas Rahl, il figlio che Kahlan ha dato a Darken Rahl, che ha fatto sterminare le Mord-Sith e confessare numerosi sudditi. E proprio in lui giacerà l'ultima speranza del Cercatore di tornare nel passato e adempiere alla profezia dell’uccidere Rahl.